# Samundra Vallis
La Samundra Vallis è una struttura geologica della superficie di Venere.